# Vaticano S.p.A.
Vaticano S.p.A. Da un archivio segreto la verità sugli scandali finanziari e politici della Chiesa è un saggio - inchiesta giornalistica di Gianluigi Nuzzi, già collaboratore del Corriere della Sera e Il Giornale, sugli scandali finanziari e politici degli anni novanta dell'Istituto per le opere di religione e sui suoi rapporti con la mafia.
Il libro è stato il bestseller del 2009, tradotto in 14 lingue. L'autore ha affermato di avere devoluto il 50% dei diritti d'autore in beneficenza..

## Contenuto
Viene dato rilievo al fatto che le varie speculazioni finanziarie erano coperte da un sistema complicatissimo di conti cifrati per proteggere clienti eccellenti (per i quali venivano usati nomi in codice) e che spesso erano mascherate da associazioni e fondazioni benefiche fittizie. Nella prima parte del libro è spiegato che dall'archivio Dardozzi emerge che circa due terzi della maxitangente Enimont (90 miliardi di lire) sono finite nello Ior. Nella seconda parte è contenuta un'intervista a Massimo Ciancimino che mette in luce i legami fra la Banca Vaticana e la mafia.